# Sungevity

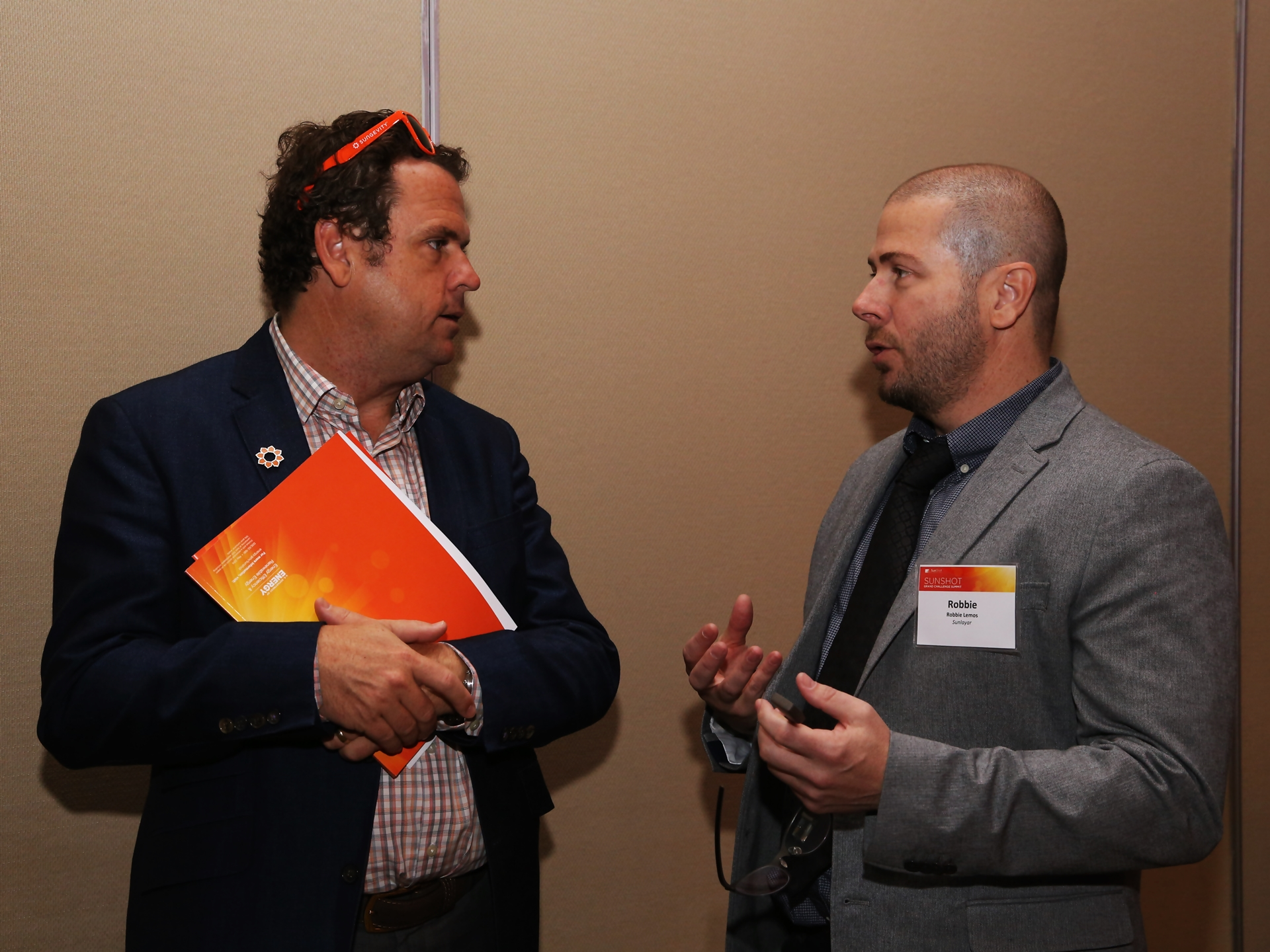
Дэнни Кеннеди (слева). 2014 год

Sungevity — американская компания, работающая на рынке солнечной энергетики (специализируется на проектировании, установке и обслуживании солнечных панелей для жилого сектора). Sungevity основана в 2007 году бывшим сотрудником Гринпис Дэнни Кеннеди и его друзьями, базируется в Окленде (Калифорния). Sungevity первой среди американских компаний освоила проектирование систем солнечной энергии по интернету с помощью спутниковых снимков. Благодаря инновациям и гибкой системе финансирования (которая включает удобную лизинговую программу, кредиты и рассрочку на 20 лет) продукция Sungevity продаётся по доступным ценам.
В 2013 году в рамках кампании по продвижению возобновляемых видов энергии Sungevity подключился к установке солнечных панелей на Белый дом.
Sungevity считается одной из самых «зелёных» и социальных компаний Америки, которая активно продвигает принципы устойчивого развития. Sungevity выступила соучредителем SfunCube (Окленд) — первого в мире инкубатора и акселератора, посвященного солнечной энергетике и инновациям (поддержка «солнечных» предпринимателей и инвесторов). Купленная Sungevity энергетическая компания Zonline считалась одним из самых известных социальных предприятий Нидерландов (после приобретения все социальные программы перешли компании Sungevity Netherlands).

## Социальное предпринимательство
Основными рынками Sungevity являются США, Австралия и Нидерланды. С 2011 года с каждой проданной солнечной панели часть прибыли Sungevity направляет на приобретение для школ и деревень Замбии солнечных фонарей, экономных ламп и зарядных устройств для мобильных телефонов (партнёром в проекте Every Child Has a Light выступает некоммерческая организация Empowered by Light). Благодаря социальному воздействию тысячи замбийских детей и взрослых получили возможность с наступлением темноты учиться, читать и заряжать телефоны, школы начали дольше работать и на сэкономленные от покупки керосина и свечей деньги закупать учебники и канцтовары.
Также в 2011 году компания запустила программу, согласно которой начала выплачивать деньги некоммерческим организациям и школам за новых клиентов (сами клиенты, пришедшие таким способом, получали специальную скидку). Кроме того, Sungevity тесно сотрудничает с экологической организацией Sierra Club (Сан-Франциско) и несколькими продовольственными фондами.

## Инвесторы
Первыми инвесторами Sungevity были небольшие калифорнийские венчурные фонды (Greener Capital, Firelake Capital и Brightpath Capital Partners), но в 2011 году акционером компании стала крупная сеть строительных магазинов Lowe’s. Весной 2014 года акции Sungevity на 70 млн долларов купили Lowe’s, General Electric и E.ON.